# Sombacour
Sombacour är en kommun i departementet Doubs i regionen Bourgogne-Franche-Comté i östra Frankrike. Kommunen ligger i kantonen Levier som tillhör arrondissementet Pontarlier. År 2021 hade Sombacour 629 invånare.

## Befolkningsutveckling
Antalet invånare i kommunen Sombacour
Referens:INSEE